# 迪士尼加州冒險樂園
迪士尼加州冒險樂園（英語：Disney California Adventure），簡稱加州冒險樂園，是一座華特迪士尼公司於美國加州（Anaheim）所建立的一個迪士尼主題樂園，是加州迪士尼度假區（Disneyland Resort）的兩個重要組成部分中的一個，另外一個是與隔鄰的“元祖迪士尼樂園（Disneyland Park）”。冒險樂園是在2001年2月8日開幕，一開始佔地達25公頃，第一期擴張完成後已有29公頃，第二期完成後增加至35公頃。如同其命名一般，加州冒險樂園是以「加州」作為整個樂園的主題，園內除了設置多項加州知名地標的縮比複製品之外，也有不少以該州文化與歷史作為主軸的設定。與隔鄰的迪士尼樂園主要是以溫馨夢幻的兒童客層為對象之風格不同，加州冒險樂園是以年齡層較大的成人客層作為鎖定對象，因此園內雖然不乏各項適合闔家老小同樂的遊樂項目，但相比之下也擁有較多刺激度較高的遊樂設施，是此樂園與其他大部分迪士尼體系的主題樂園較為不相同之處，卻和東京迪士尼的迪士尼海洋有異曲共工之妙。

## 再開幕

### 一期擴建
2012年6月15日，美國迪士尼加州冒險樂園的11億美元(約85.4億港元)翻新工程完工，舉行「再開幕」儀式，新設施包括12英畝的《反斗車王》主題公園，樂園入口主題則由現代加州風景，改為華特·迪士尼1920年代初到洛杉磯時的模樣。改善工程為時近5年，主要是加入「迪士尼DNA」，加強迪士尼特色。新遊樂設施包括《玩具總動員》及《小魚仙》主題機動遊戲、及價值8,000萬美元(約6.2億港元)的噴泉表演彩色世界。加州冒險樂園2011年入場人數為630萬，遠遜迪士尼樂園的1,610萬。迪士尼希望翻新後可提高園區整體收入。

### 二期擴建
二期擴建從2015年開始，包括加入大量迪士尼電影元素，主要以皮克斯動畫和漫威英雄為主。2016年汽車總動員區的大型遊樂設施完成，2017年迪士尼奇米摩天輪從紅色改成藍色、並且異星特工隊遊樂設施由驚魂古塔建成，2018年歡樂遊行港灣改建成皮克斯碼頭，把《怪獸電力公司》、《玩具總動員》、《腦筋急轉彎》、《超人特工隊》這五個電影融入其中，2019年漫威英雄園區開幕。

## 歷史沿革
- 1991年：原本計劃製造EPCOT的美國西海岸版本——「WestCOT」。
- 1995年：WestCOT因為迪士尼資金不足的原因而被迫取消，取而代之的是建造成本相對簡單、擁有眾多刺激遊樂設施的加州冒險樂園。
- 1998年：加州冒險樂園計劃完工，正式開始建設。
- 2001年：正式開業。
- 2002年：根據皮克斯電影『蟲蟲危機』為主題的新園區——小蟲蟲的世界開張。
- 2004年：以美國電視影集—-『陰陽魔界』為主題的遊樂設施「驚魂古塔」開張。這也是世界上所有驚魂古塔遊樂設施中最古老的版本。
- 2005年：根據皮克斯電影『海底總動員』為主題的遊樂設施——「海龜對話」開張。這也是世界其他海龜對話遊樂設施中最古老的版本。
- 2006年：根據皮克斯電影『怪獸電力公司』為主題的遊樂設施「Monsters, Inc. Mike & Sulley to the Rescue!」開張。這和東京迪士尼樂園的「モンスターズ・インク“ライド&ゴーシーク!”」很接近。
- 2007年：用了1千萬美元，開始第一輪擴張。
- 2008年：根據皮克斯電影『玩具總動員』為主題的遊樂設施「TOY STORY MANIA!」開張。
- 2009年：加州冒險樂園的標誌——摩天輪的中心圖標從太陽臉改為米奇。
- 2010年：加州冒險樂園的英文名稱從「Disney's California Adventure Park」改為「Disney California Adventure」。
- 2011年：根據迪士尼的電影——『小美人魚』改編而成的小美人魚海底皇宮區域開張。。
- 2012年：由於多了很多新的遊樂設施，所以開始大幅改編原有的園區劃分，把「Pixar Play Parade」取消、分裂為「Buena Vista Street」・「Cars Land」・「Hollywood Land」這三個新園區。

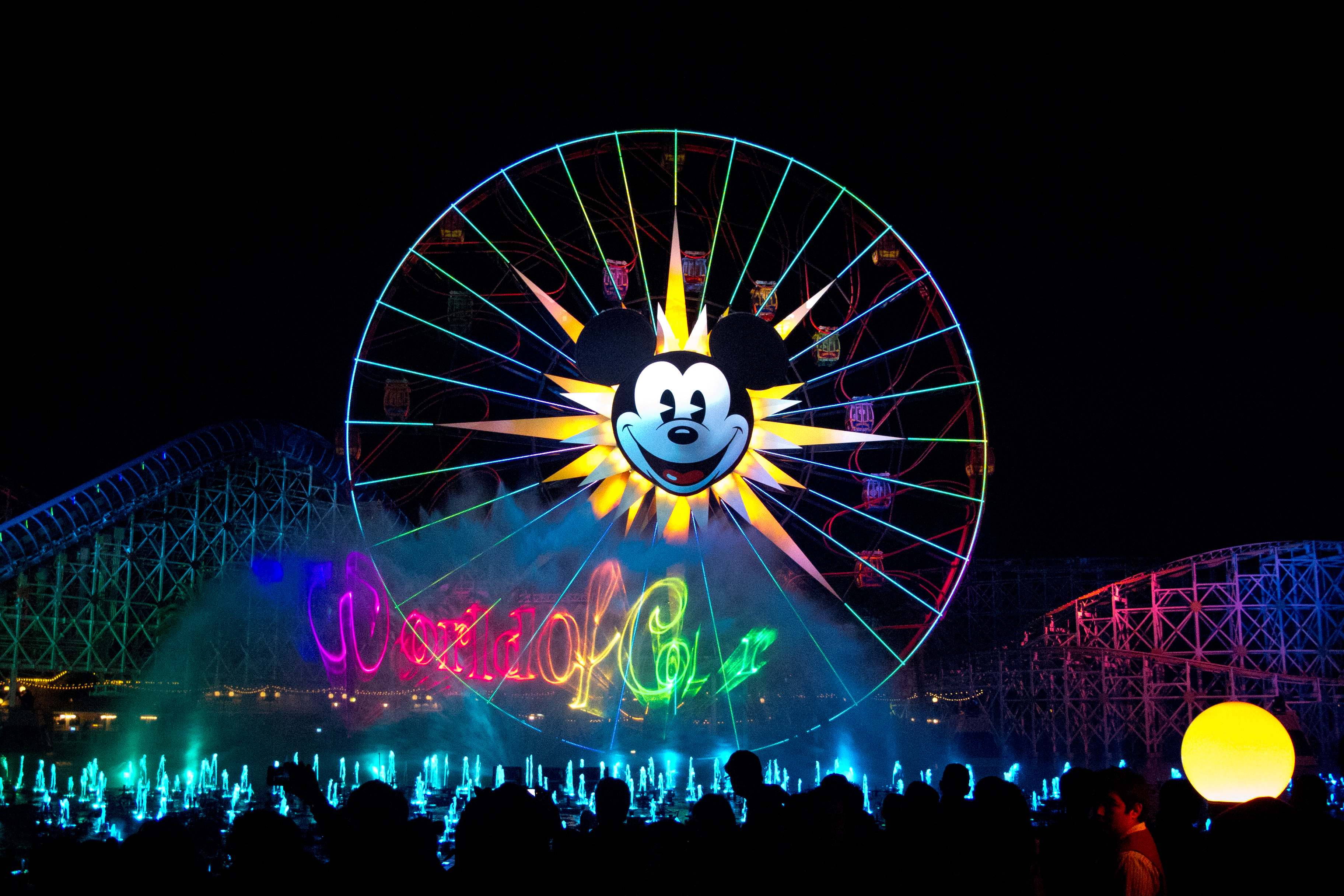
色彩世界。

- 2013年：終止大型噴泉秀「World of Color」、新的秀「World of Color: Winter Dreams」開始。
- 2014年：根據皮克斯電影『汽車總動員』為主題的園區「Radiator Springs Racers」開張。
- 2015年：開園14年，第一次沒有使用任何迪士尼IP的完全原創遊樂設施「灰熊漂流」開張，這是香港迪士尼樂園的『灰熊山谷』和上海迪士尼樂園的『峽谷漂流』兩者的結合。並且開啟使用漫威電影的第二輪大規模擴張。
- 2016年：把「Soarin' Over California（飛越加州）」改造為「Soarin' Around the World（飛越地平線）」，這和上海迪士尼樂園的版本幾乎一樣。
- 2017年：把已有設施「驚魂古塔」改造成漫威的電影——『星際異攻隊』的最新遊樂設施「Gardians of The Galaxy Mission：Breakout!」。
- 2018年：把已有設施「California Screamin' coaster」改造成皮克斯電影——『超人特工隊』的遊樂設施「IncrediCoaster」。並且原本這個過山車所在的區域改名從「Paradise Pier（歡樂遊行港灣）」改為「Pixar Pier（皮克斯碼頭）」。
- 2021年：根據漫威影業爲主題的園區「Avengers Campus」開張。

## 主題園區

### 優維撒大街（Buena Vista Street）

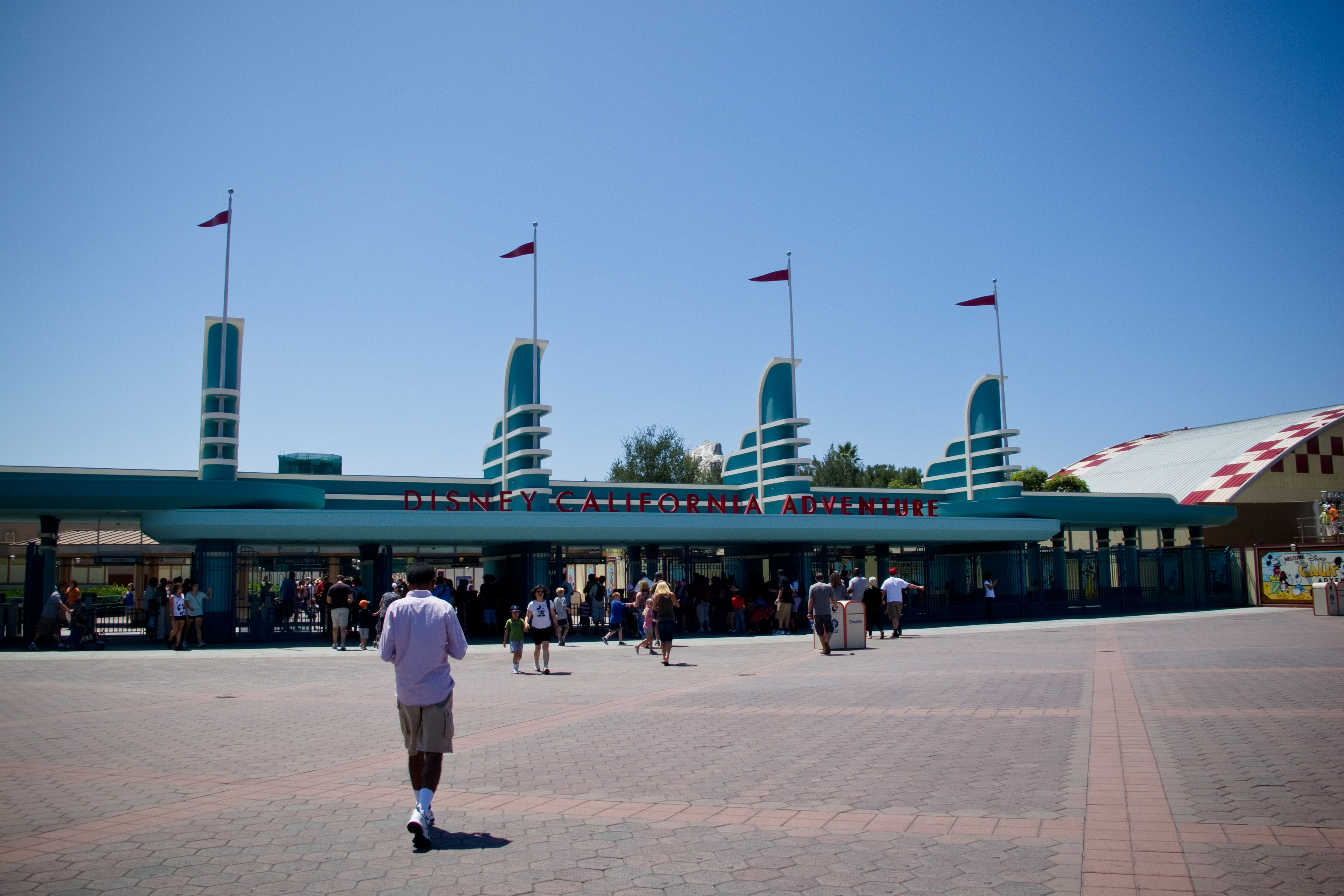
Buena Vista Street.

Buena Vista Street是迪士尼加州冒險樂園的入口區域。原本是表示洛杉磯的現代化高科技街道的狀況，但在2012年擴建時重新打造回1920年代的復古風格，對應迪士尼樂園的創辦者華特·迪士尼剛剛抵達加州時的風貌。此街道處處使用迪士尼的強迫透視法。

### 好萊塢世界（Hollywood World）
以各種好萊塢電影為主題的區域。

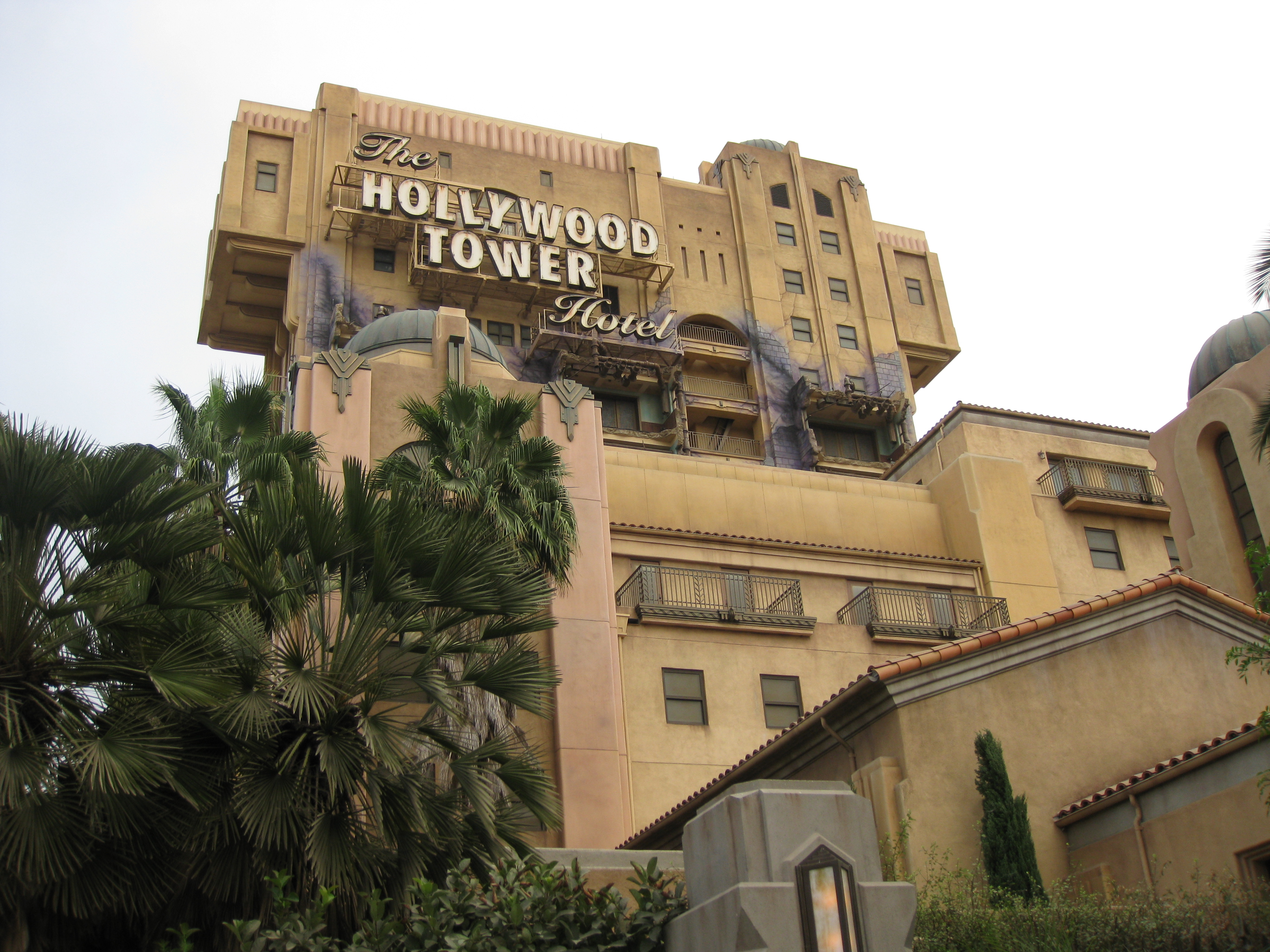
以前驚魂古塔的樣子。

- Monsters,Inc. Mike & Sulley To The Rescue!
- Turtle Talk with Crush
- 米奇幻想曲(Mickey's PhillharMagic)

### 汽車總動員天地（Cars Land）
在2012年6月15日，耗資達2億美元，佔地12英畝的《汽車總動員》為主題的有了區域，Cars Land開始營運。園區內有三個遊戲：
- 卡布維修工廠
- 路易茲的飛天輪胎(Luigi's Flying Tires)
- 油車水鎮賽車(Radiator Springs Racers)

### 皮克斯碼頭（Pixar Pier）

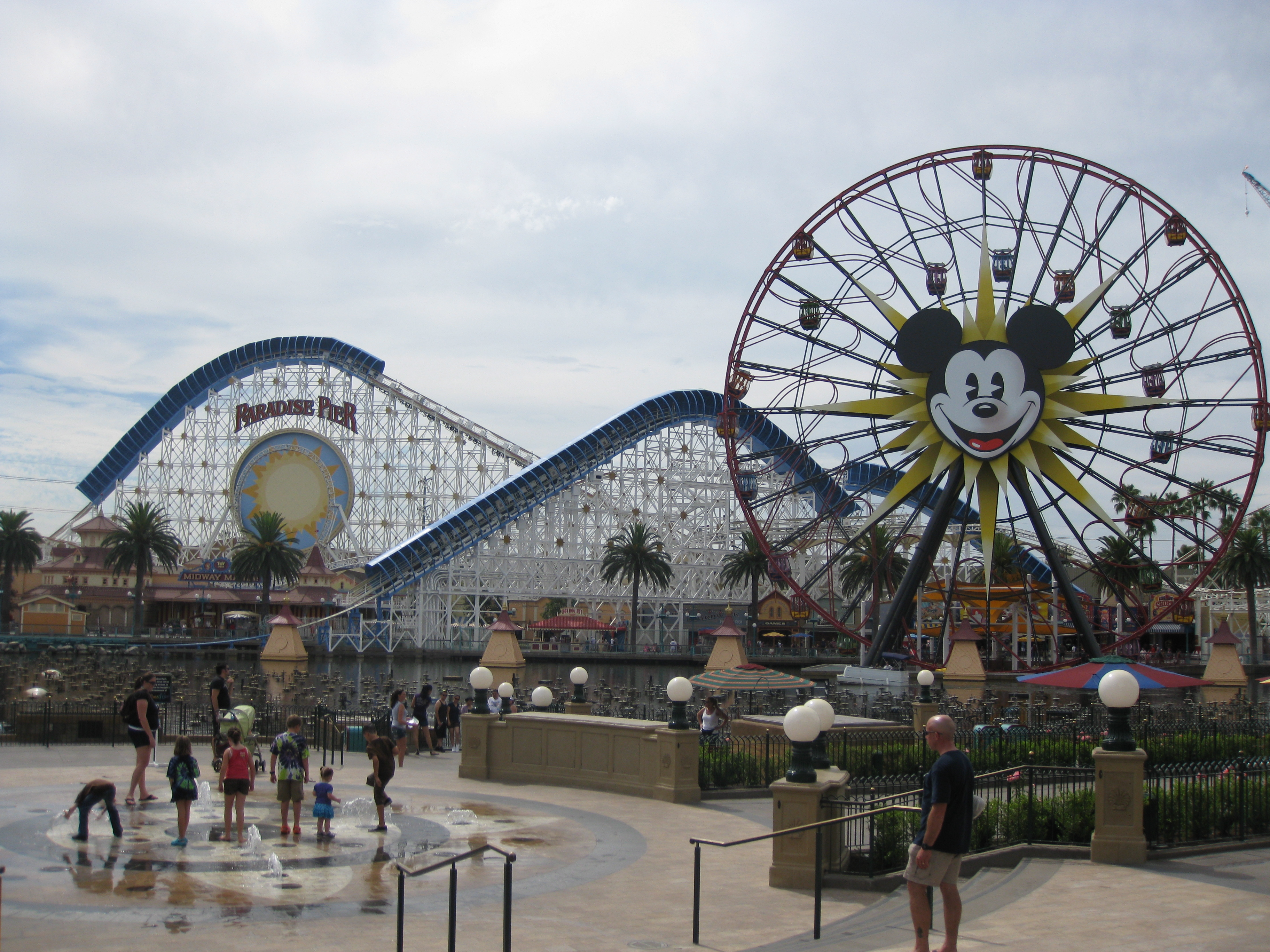
太陽摩天輪，日後改建成米奇摩天輪。

處處以皮克斯動畫為主題的區域，2018年6月23日改建完成。主要遊樂設施和商店有
- 超人特工隊火箭飛車
- 腦筋急轉彎轉臂錘
- 翠絲的牛仔套繩
- 玩具總動員瘋狂遊戲屋
- 皮克斯夥伴摩天輪（由米奇摩天輪改建）是一個高達160呎的摩天輪，有兩種不同的車廂，一般車廂和搖晃車廂。

### 遊行花園（Paradise Garden Park）
以加州氣氛爲主題的園區，主要遊樂設施和表演有
- 小美人魚的海底冒險
- 高飛的空中學院
- 色彩世界（英语：World of Color）是迪士尼加州冒險樂園內，Paradise Bay上的一個晚間表演。由華特迪士尼創意娛樂（Walt Disney Creative Entertainment）副總裁Steve Davison統領的團隊耗資七千五百萬美元及花15個月設計及製作。表演用上了1,200個噴泉，用上了光、水、火、霧和鐳射，更有高清水幕投影。Mark Hammond和Dave Hamilton負責編排音樂，由倫敦交響樂團和納斯威爾合唱團負責表演。

### 灰熊遊樂園（Grizzly Park Recreation Area）

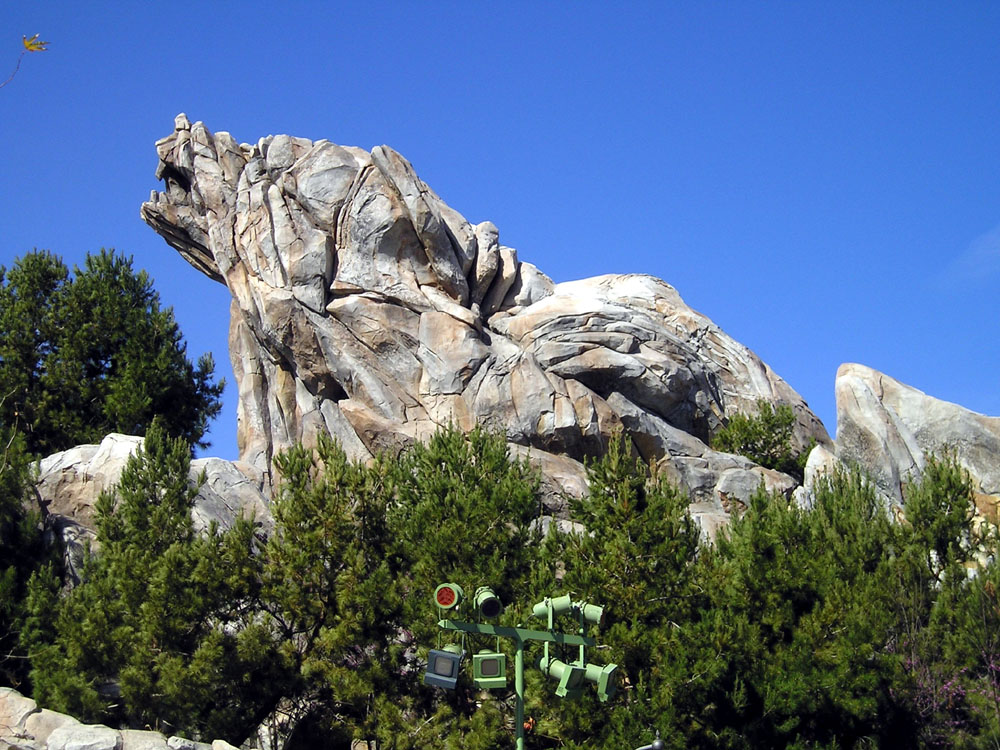
Grizzly River Run.

灰熊遊樂園是香港迪士尼的灰熊山谷和上海迪士尼的冒險島的原型
- 灰熊河流(Grizzly River Run)是一個環繞灰熊山而建的急流遊樂設施，也是香港迪士尼灰熊礦車和上海迪士尼峽谷漂流的原型。
- 遨翔加州(Soarin' Over California)是園內最受歡迎的遊樂設施之一，模擬翱翔在高空中，俯瞰地球美景。

### 環太平洋港灣（Pacific Wharf）

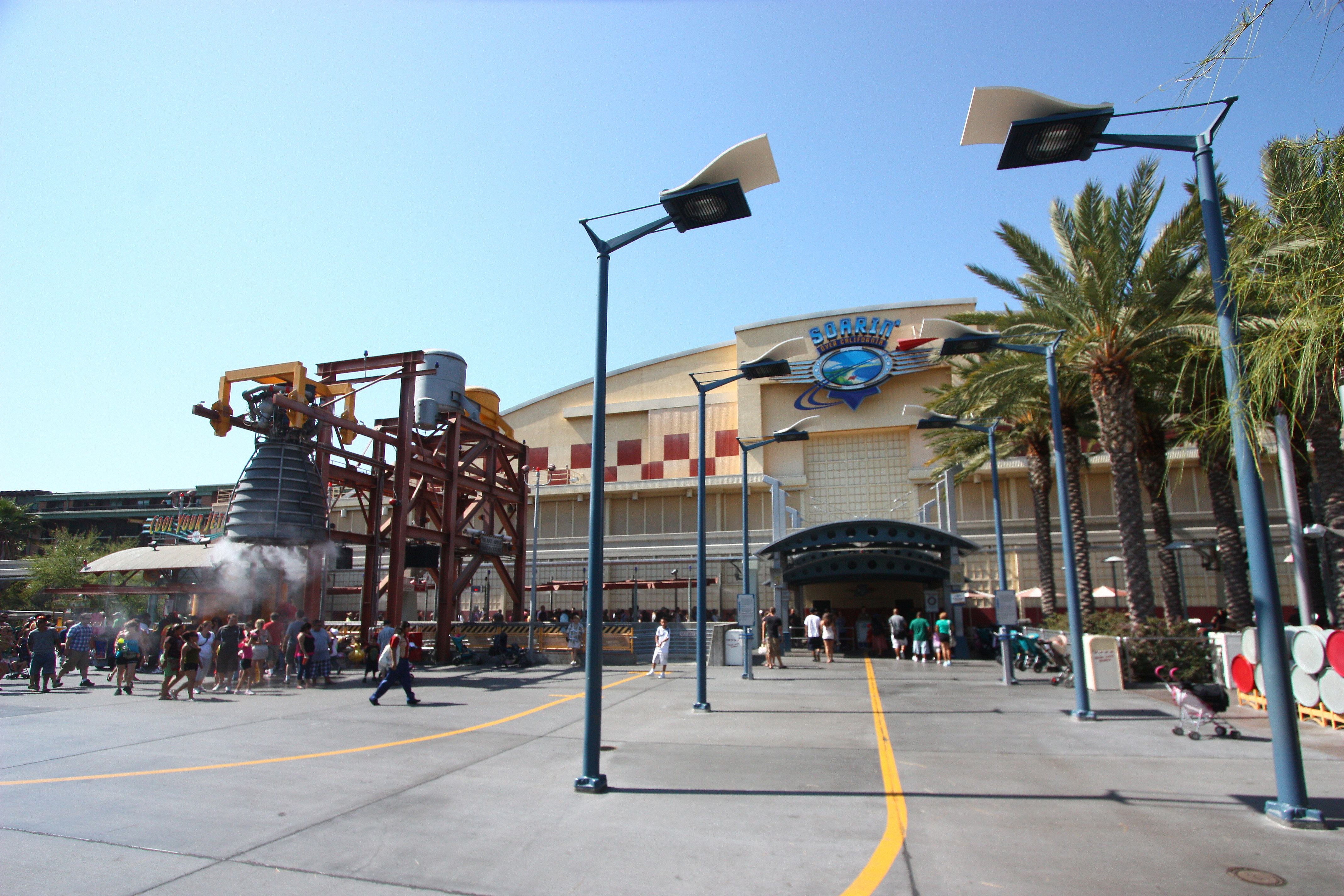
遨翔加州。

以太平洋群島和原住民、海洋生態、美食為主題的區域。

### 復仇者聯盟營（Avengers Campus）
以漫威英雄為主體的園區，將於2021年7月16日開放。
- Guardians Of The Galaxy Mission：Breakout!從驚魂古塔遊樂設施改造而來的異星特工隊為主體的跳樓機-自由落體設施。它的原版是陰陽魔界驚魂古塔，是以電視影集《陰陽魔界》（The Twilight Zone）為背景主體，但是在2017年變成了漫威英雄為主題。
- Web Slingers: A Spider-Man Adventure結合3D特效、互動、和實體場景，打造出獨一無二的體驗。[2]

## 事故
略帶醉意的霍利克（Glenn Horlacher），2012年2月18日星期六，在「驚魂古塔」機動遊戲場地外，大聲用粗言穢語騷擾遊客，一名保安一再向他噴灑胡椒噴霧示警，令他狂性大發，揮拳毆打用腳踢保安，雙方扭成一團。在場女士驚叫聲不絕，多名壯男見狀介入，合力將霍利克按在地上。其間霍利克不斷呻吟，有遊客餘怒未消向他破口大罵，也有人質疑他醉酒鬧事。其後警察到場後將53歲的霍利克拘捕，控以毆打和傷人罪，他在取得傳票後當晚獲釋。有關保安則受輕傷送院治療，毋須留院。有遊客用手機將全部過程拍下，放上YouTube，吸引逾1萬人觀看，迪士尼方面感謝遊客向保安伸出援手。

## 外部連結
- 官方网站
- 迪士尼加州冒險樂園在雲霄飛車資料庫上的頁面